# Al-Magreb al-Adna

Magreb en el siglo XV, representa aproximadamente las tres regiones del Magreb:
Magreb Próximo
Magreb Medio
Magreb Lejano

Al-Magreb al-Adna (en árabe, المغرب الأدنى), traducible como Magreb Cercano o Magreb Próximo, es una designación histórica para la región que comprende todo Túnez, el oeste de Libia (Tripolitania), y el este de Argelia. La capital histórica y cultural de al-Magreb al-Adna fue Cairuán. Coincide con la Ifriquía medieval, y ambos términos se usan indistintamente en la historiografía arabista. El Magreb Próximo ha sido la sede de muchos reinos en la historia islámica, como los aglabíes, el califato fatimí, los ziríes y los hafsíes.